# Eugen Kittel

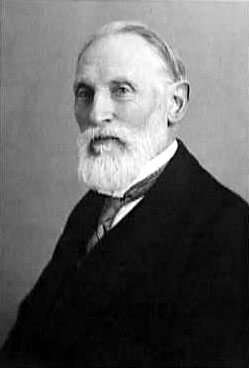
Eugen Kittel im November 1930

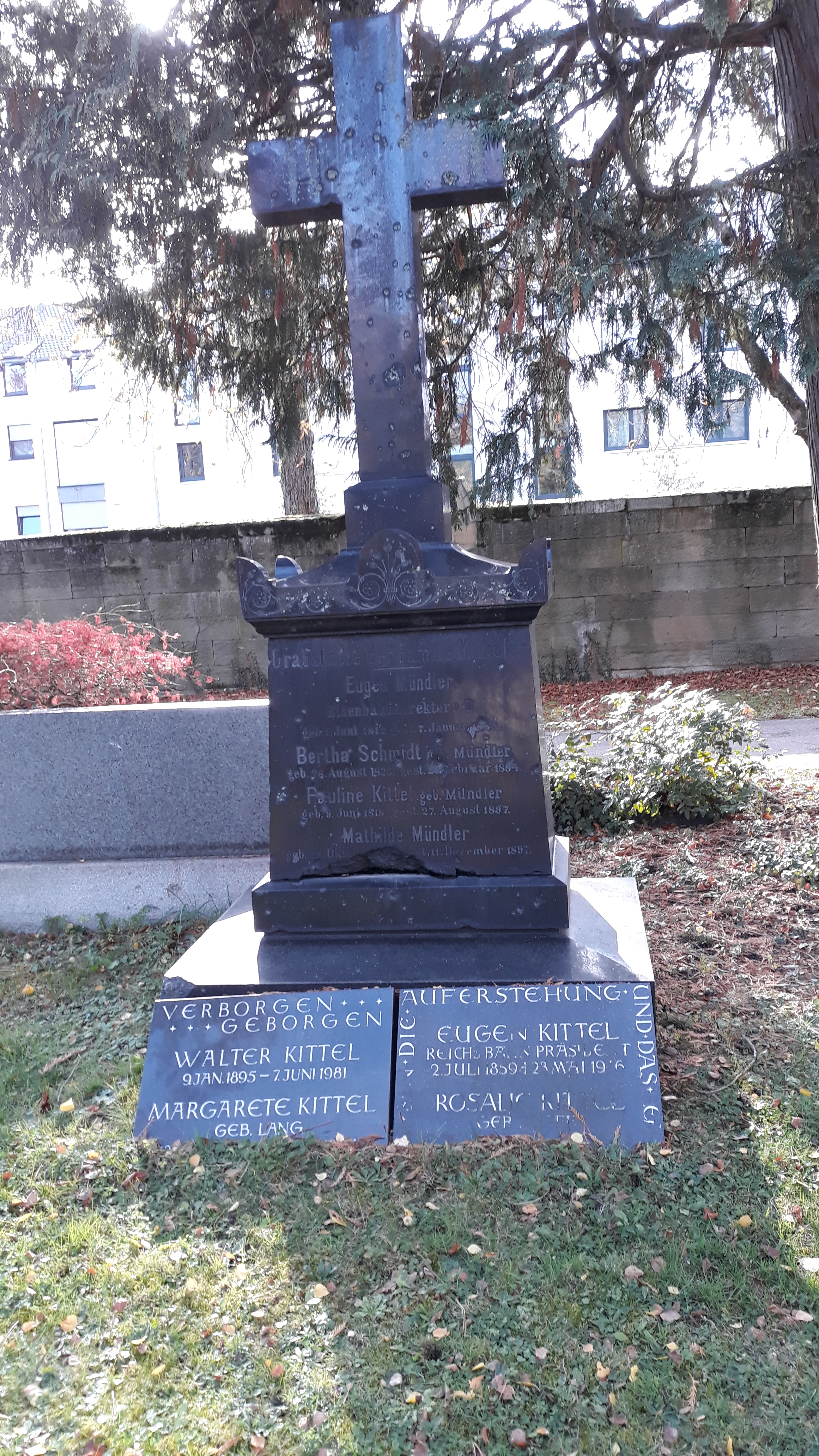
Grab Eugen Kittels und seiner Ehefrau Rosalie im Familiengrab auf dem Pragfriedhof Stuttgart

Eugen Kittel (* 2. Juli 1859 in Eningen unter Achalm bei Reutlingen; † 23. Mai 1946 in Stuttgart) war ein deutscher Ingenieur.
Er prägte neben seinem Amtsvorgänger Adolf Klose im ausgehenden 19. und beginnenden 20. Jahrhundert maßgeblich die fahrzeugtechnische Modernisierung und Weiterentwicklung der Königlich Württembergischen Staats-Eisenbahnen (K.W.St.E.). Mit seinem Namen verbinden Eisenbahnhistoriker bis heute den „Kittel-Dampftriebwagen“ mit stehendem Kessel. Aber auch zahlreiche weitere Lokomotivkonstruktionen stammen von ihm oder entstanden unter seiner Leitung, ebenso die Planung und Indienststellung des Bodensee-Raddampfers Hohentwiel.

## Beruflicher Werdegang

### Ausbildung
Nach dem Abitur an einem Stuttgarter Gymnasium 1878 folgte eine einjährige praktische Tätigkeit bis zur Aufnahme des Studiums des Maschinenbaus an der TH Stuttgart im Wintersemester 1879, welches er im April 1883 mit Diplom und 1. Staatsprüfung abschloss.
Durch die Mitgliedschaft in einer sogenannten „Vereinigung von Fachgenossen“ namens „Die Hütte“, vergleichbar einer Studentenverbindung, der neben Studierenden technischer Fachrichtungen zahlreiche Professoren der TH und profilierte Techniker aus Industrie und öffentlichen Institutionen angehörten, fand er Kontakt u. a. zu Gottlieb Daimler, Robert Bosch und dem späteren Großindustriellen Paul Reusch (Gutehoffnungshütte, MAN, Deutsche Werft, Maschinenfabrik Eßlingen etc.). Aus der Bekanntschaft mit Daimler entstand später eine berufliche Zusammenarbeit mit dessen Sohn Paul, während die anderen Kontakte zeitlebens privater Natur blieben.

### Tätigkeit bei der K.W.St.E.
Am 1. Mai 1883 trat Eugen Kittel in den Dienst der Königlich Württembergischen Staats-Eisenbahnen und wurde zunächst in verschiedenen Dienststellen an verschiedenen Orten eingesetzt. Es folgte eine dienstliche Freistellung vom 30. November 1885 bis 10. Mai 1886 zur Ablegung der Baumeisterprüfung, danach am 17. Mai 1886 die Wiederaufnahme des Dienstes als „Regierungsmaschinenbaumeister“.
Der entscheidende berufliche Schritt war am 7. August 1889 der Eintritt in das maschinentechnische Büro als Abteilungsingenieur und enger Mitarbeiter von Adolf Klose, unter dessen Leitung er an diversen Neukonstruktionen mitwirkte, siehe die Tabelle unten.
Diese Phase des beruflichen Werdeganges war geprägt von großen Anstrengungen und auch Schwierigkeiten, da Adolf Klose bestrebt war, die selbst gesetzten Anforderungen an die neuen Fahrzeuge ohne technische Kompromisse zu erfüllen, was teilweise zu sehr aufwendigen und wartungsintensiven Konstruktionen führte. Hinzu kam, dass erstmals das maschinentechnische Büro die Konstruktionen oft bis ins Detail selbst vornahm und damit strikte Vorgaben für die ausführenden Betriebe, ganz überwiegend die Maschinenfabrik Esslingen, verbunden waren.
Am 10. Februar 1891 wurde Eugen Kittel zum Maschinenmeister und Werftvorstand in Friedrichshafen ernannt, was eine vorübergehende Verlagerung seines Tätigkeitsbereichs an den Bodensee und die technische Betreuung der deutschen Bodenseeschifffahrt, die der K.W.St.E unterstand, als weitere Aufgabe zur Folge hatte.
Nach Stuttgart kehrte Eugen Kittel am 4. Februar 1892 als Oberinspektor und Vorstand des maschinentechnischen Büros zurück, dessen Leitung er am 3. Oktober 1895 als Nachfolger von Adolf Klose übernahm, der im August 1895 in den Ruhestand getreten war.
Es folgten am 24. Februar 1897 die Ernennung zum Baurat, am 29. Juli 1899 die Berufung zum Mitglied der Generaldirektion der K.W.St.E und am 14. November 1908 die Ernennung zum Oberbaurat.
Gegen Jahresende 1910 trug das Reichseisenbahnamt in Berlin Eugen Kittel eine Stellung als „Wirklich geheimer und vortragender Rat“ an, die er jedoch ablehnte, weil die Tätigkeit zu sehr administrativ geprägt war und zu wenig direkten Bezug zu Technik und Entwicklung bot.

### W.St.E. 1919 (?) bis 1924
Kurz vor der Vereinigung der Länderbahnen zur Deutschen Reichsbahn erfuhr Eugen Kittel durch die W.St.E (nicht mehr Königlich nach der Abdankung von König Wilhelm II im Jahre 1918) am 30. Januar 1920 seine letzte Beförderung zum „Vorstand der Maschinenabteilung bei der Generaldirektion in der Dienststellung eines Direktors“, Originalformulierung der Ernennungsurkunde. Diese Position hatte er auch nach der Reichsbahngründung am 1. April 1920 bis zu seiner Pensionierung am 31. August 1924 inne, sein Nachfolger wurde der langjährige Mitarbeiter Wilhelm Dauner.

### Aufsichtsrat bei der Maschinenfabrik Esslingen
Ab Juni 1924 gehörte er noch für mehrere Jahre dem Aufsichtsrat der Maschinenfabrik Esslingen an.

### Dr.-Ing. E. h.
In Anerkennung seiner Verdienste um die Modernisierung des württembergischen Eisenbahnwesens verlieh die TH Stuttgart Eugen Kittel am 30. Januar 1924 den Titel eines Dr.-Ingenieur E. h.
Per Erlass des Reichsverkehrsministers vom 13. Januar 1939 wurde die letzte Amtsbezeichnung in „Abteilungspräsident a. D.“ umgewandelt.

### Kein Mitarbeiter der Maschinenfabrik Esslingen
Immer wieder wird in Aufsätzen und Statements von Eisenbahnhistorikern und Publizisten gesagt, Eugen Kittel sei zumindest zeitweise Mitarbeiter der Maschinenfabrik Esslingen, kurz ME, gewesen. Dies ist jedoch nicht richtig. Eugen Kittel war zu keiner Zeit in Diensten dieses Unternehmens, sondern während seines ganzen Berufslebens ausschließlich Beamter der (Königlich) Württembergischen Staats-Eisenbahn bzw. später der Deutschen Reichsbahn. Er arbeitete allerdings in dieser Funktion sehr intensiv mit dem "Hoflieferanten" der württembergischen Eisenbahn zusammen.

## Die wichtigsten Entwicklungen im Bereich Eisenbahn

Schnellzuglok „Württembergische C“

Generell prägen zwei innovative Grundlinien das konstruktive Schaffen Eugen Kittels und zwar die konsequente Anwendung und Weiterentwicklung der von ihm eingeführten Heißdampftechnik und die konstruktive Anpassung der Lokomotiven an die besonderen Anforderungen, die sich aus der Topografie Württembergs ergeben.
Die markantesten und in der einschlägigen Literatur detailliert beschriebenen Maschinen, deren Entwicklung auf Eugen Kittel zurückgeht, sind die Schnellzuglok „Württembergische C“, auch als „Schöne Württembergerin“ bekannt, die schwere Güterzuglok K von 1917, schwerste und stärkste Lok ihrer Art in ganz Deutschland, die Zahnradlok Hz, speziell entwickelt für den Albaufstieg Honau-Lichtenstein und der Kittel-Dampftriebwagen mit stehendem Kessel für den Stuttgarter Vorortverkehr und Nebenstrecken im Land.

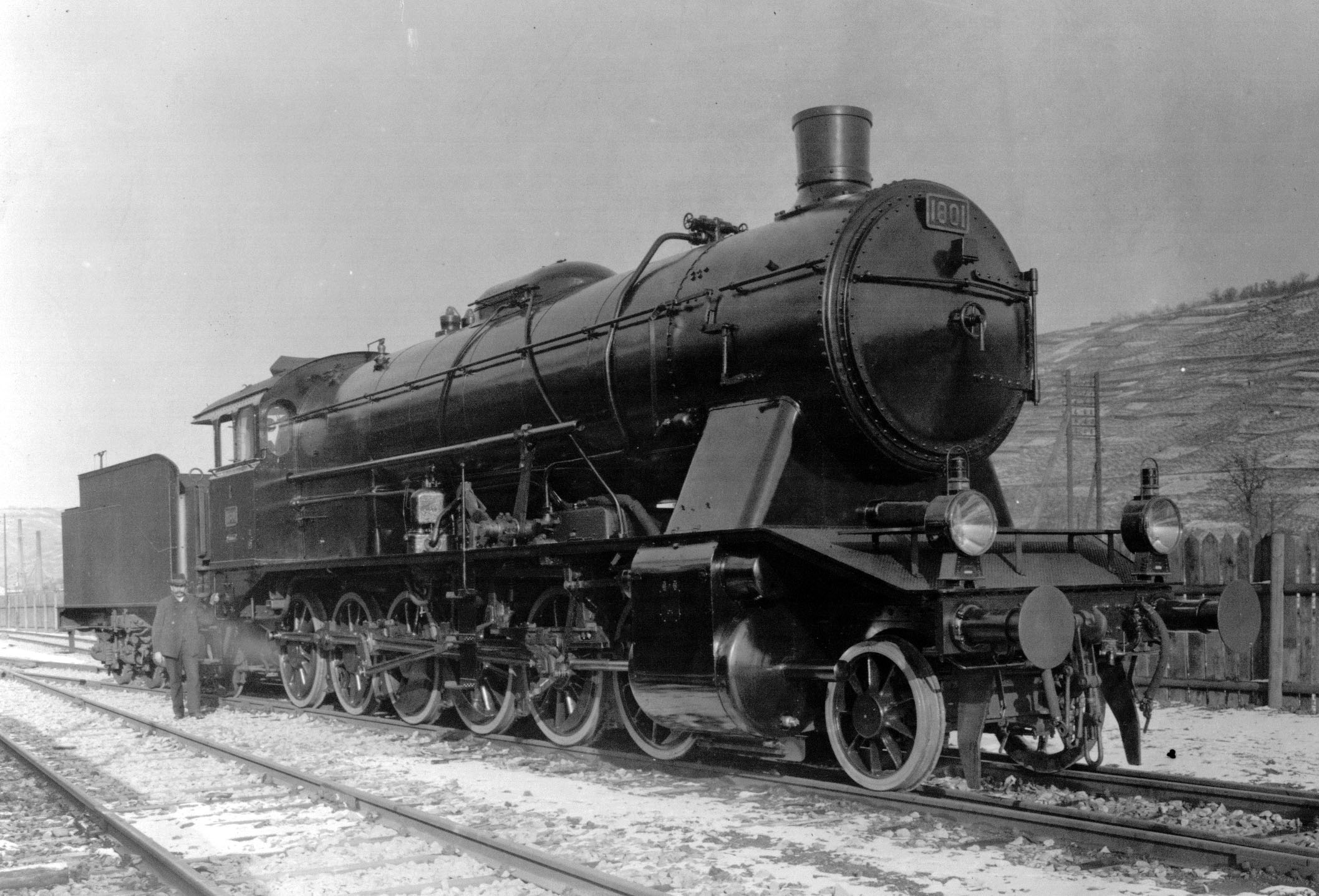
Schwere Güterzuglok Württembergische K
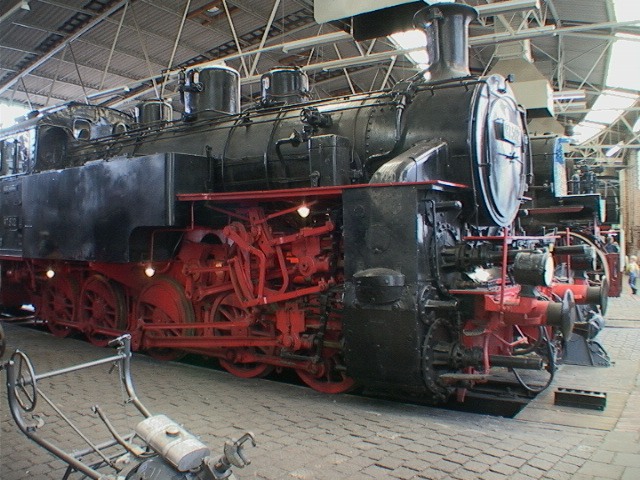
Zahnradlok Hz
Treib- und Kuppelgestänge der Zahnradlok HZ
Einziger erhaltener Dampftriebwagen
Fahrgestell und stehender Kittel-Kessel des Dampftriebwagens

Während von den beiden erstgenannten Typen keine erhaltenen Exemplare bekannt sind, befinden sich zwei komplett erhaltene, aber nicht fahrbereite Zahnradloks vom Typ Hz in Museen in Berlin und Bochum-Dahlhausen, eine dritte Maschine wurde in Reutlingen von einer Gruppe von Liebhabern restauriert. Sie ist seit 2013 voll betriebsfähig.
Von dem Dampftriebwagen ist noch ein restauriertes und betriebsbereites Fahrzeug im Besitz einer Freundesgruppe in Zürich. Bevor dieser Triebwagen mit dem bekannten Kittel-Kessel (Heißdampf) ausgerüstet wurde, hatte Eugen Kittel in Zusammenarbeit mit Paul Daimler verschiedene Versuchsfahrzeuge mit Verbrennungsmotoren bis 40 PS und mit akkumulatorgespeistem Elektroantrieb erprobt. Auch diese Antriebe erwiesen sich, wie der ursprüngliche Serpollet-Kessel, als zu schwach und zu störanfällig für den geplanten Einsatz.
Neben der Konstruktion von Lokomotiven widmete sich Eugen Kittel auch vereinzelt dem Bau von Wagen. Erwähnenswert ist in diesem Zusammenhang der Personenwagen für Vorortzüge, der an Stelle der bisher üblichen offenen Plattformen geschlossene Wagenenden mit zurückliegenden Türen und einen Ausstieg in der Wagenmitte aufwies.
Bei den anderen Wagenkonstruktionen handelte es sich vorwiegend um kriegsbedingte Umbauten zu Lazarettwagen oder für bestimmte Transportaufgaben im Bereich der Truppenversorgung.
Eine Übersicht über alle Lokomotiven, die von Eugen Kittel entwickelt wurden oder an deren Konstruktion er maßgeblich beteiligt war, gibt die nachfolgende Tabelle wieder. Die Daten wurden den handschriftlichen Aufzeichnungen Eugen Kittels entnommen und weichen vereinzelt von den Angaben in der einschlägigen Literatur ab.

## BodenseedampferHohentwiel

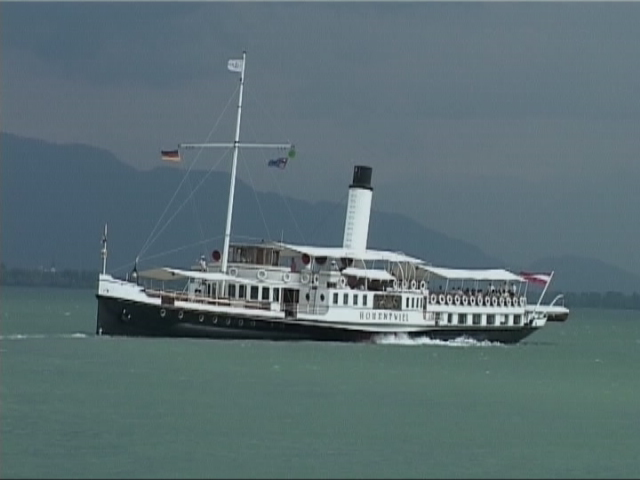
Bodenseedampfer Hohentwiel

Da die Bodenseeschifffahrt, soweit unter württembergischer Flagge, der K.W.St.E. unterstand, gehörte deren technische Betreuung und Revision ebenfalls zum Aufgabengebiet von Eugen Kittel. Unter seiner Leitung wurde ab 1911 der Halbsalondampfer Hohentwiel konzipiert und gebaut, der 1913 in Dienst gestellt wurde und bis 1962 im Liniendienst fuhr. Danach diente das Schiff zunächst einem Yachtclub in Bregenz als Vereinsheim und verfiel in der Folgezeit an verschiedenen Liegeplätzen zu einem vollständigen Wrack. In den Jahren 1984 bis 1990 hat eine Gruppe von Liebhabern unter Leitung von Kapitän a. D. Reinhard Kloser und Landrat a. D. Klaus Henninger die Hohentwiel einschließlich der Originalmaschine (Escher-Wyss 1911) nach verfügbaren Plänen und alten Fotos wieder in den Ursprungszustand versetzt und betreibt seither den Dampfer planmäßig.

## Sonstige Tätigkeiten und Funktionen
Die vielfältigen Funktionen, die Eugen Kittel im Laufe seines Berufsleben innehatte, bedingten nicht nur zahlreiche Auslandsaufenthalte in ganz Europa und den USA und führten zu hohen akademischen und zivilen Auszeichnungen, sondern forderten auch häufig seine Mitwirkung bei außergewöhnlichen Aufgaben wegen seines anerkannten Fachwissens und seiner Erfahrung.
In den Jahren 1892 bis 1898 hatte Eugen Kittel einen Lehrauftrag an der TH Stuttgart und hielt jeweils im Wintersemester die Vorlesung „Eisenbahnfahrzeuge, Eisenbahnwagen, Schiebebühnen und Drehscheiben, Lokomotiven“ am Lehrstuhl für Eisenbahnwesen.
Im Zuge der Verstaatlichung der Gotthardbahn-Gesellschaft kam es 1903 zu einem gerichtlich ausgetragenen Streit zwischen dem schweizerischen Bundesrat und der Schweizer Hauptbahn, in deren Eigentum die Gotthardbahn übergehen sollte. Nachdem bereits einige allgemeine Gutachten vorlagen, wurde eine Expertenkommission berufen, der Eugen Kittel angehörte und die die Aufgabe hatte, konkretes Zahlenmaterial zu erarbeiten, insbesondere zu den erforderlichen Rückstellungen für den weiteren Betrieb und die voraussichtliche Nutzungsdauer, im weitesten Sinne also eine Bewertung der Gotthardbahn vorzunehmen.
Mit dem Grafen Zeppelin verband Eugen Kittel eine persönliche Freundschaft, die aus einem zunächst dienstlichen Kontakt entstand und sich durch das persönliche Interesse an der Entwicklung der Luftfahrt vertiefte. Die frühen Probeflüge von Luftschiffen fanden vor großer Öffentlichkeit statt und wurden von Mitgliedern des württembergischen Königshauses und einflussreichen Persönlichkeiten aus Politik und Industrie vom See aus verfolgt. Hierzu stellte die K.W.St.E. die erforderlichen Schiffe bereit und mehrfach konnte Eugen Kittel dem ständig um die Finanzierung seiner Vorhaben ringenden Grafen Zeppelin zu weiterer Unterstützung verhelfen.
Ebenso verwendete er sich 1906 für den Grafen bei der Verleihung der Ehrenmitgliedschaft im württembergischen Ingenieursverein, einer Untergliederung des Vereins Deutscher Ingenieure (VDI), und für dessen spätere Aufnahme in den Hauptverein. In beiden Gliederungen gab es erheblichen Widerstand gegen Graf Zeppelin, da dieser von Hause aus kein Ingenieur war, sondern General der Kavallerie.
Die im Waffenstillstandsvertrag von 1918 festgeschriebenen Reparationsleistungen an Frankreich umfassten u. a. 5.000 Lokomotiven und 15.000 Eisenbahnwagen, für deren Ablieferung die Bedingungen von französischer Seite ständig verschärft wurden. Diese Forderungen waren nicht zu erfüllen und um eine realistische Lösung auf dem Weg weiterer Verhandlungen mit Frankreich vorschlagen zu können, trafen der deutsche Außenminister Ulrich von Brockdorff-Rantzau und der spätere Finanzminister Matthias Erzberger (zu diesem Zeitpunkt noch Minister ohne Geschäftsbereich) am 13. Januar 1919 in Ulm mit führenden Vertretern der Länderbahnen von Bayern, Sachsen, Württemberg und Baden zusammen. Für Württemberg nahm Eugen Kittel an dieser Konferenz teil.
Mit Oscar von Miller stand Eugen Kittel in dienstlichem Kontakt, da er durch seine Zugehörigkeit zu Preisausschuss des Vereins deutscher Eisenbahnverwaltungen (seit 30. Juni 1920) automatisch auch dem Ausschuss des Deutschen Museums in München angehörte (bis Mai 1925). Schon früher hatte er den Aufbau des Deutschen Museums durch die Bereitstellung und Vermittlung von Fahrzeugen und Modellen als Exponate unterstützt. So gelang es ihm, in Verhandlungen mit der Witwe Gottlieb Daimlers das erste von einem Verbrennungsmotor angetriebene Fahrzeug, mit dem Daimler 1885 die erste Probefahrt im Garten seiner Villa unternommen hatte, dem Deutschen Museum zuzuführen.

## Anekdotisches
Die Fachvereinigung „Die Hütte“ (vergl. oben), der Eugen Kittel angehörte, veranstaltete einmal wöchentlich einen Vortragsabend mit anschließendem geselligem Umtrunk, der, wie bei Studentenverbindungen, „Kneipe“ genannt wurde. Zur Kneipe vom 10. November 1885 erschien Gottlieb Daimler mit erheblicher Verspätung und gab zu seiner Entschuldigung an, er sei „zu lange im Garten Velociped gefahren.“ Da Daimler bereits im gesetzten Alter und von beleibter Statur war, galt er als eher unsportlich und seine Aussage erschien wenig glaubhaft. Auf drängendes Nachfragen berichtete er schließlich, dass er eine erste Probefahrt mit einem motorgetriebenen Fahrzeug unternommen habe. Dies war die Geburtsstunde des Automobils, die Eugen Kittel zwar nicht als Augenzeuge, aber doch recht unmittelbar miterlebte. Er selbst besaß zeitlebens weder einen Führerschein noch ein Automobil.

## Film
- Eisenbahn-Romantik: Eugen Kittel – ein schwäbischer Dampflokkonstrukteur (Folge 539)[1]